# Sulatna
La rivière Sulatna est un cours d'eau d'Alaska, aux États-Unis située dans la région de recensement de Yukon-Koyukuk. C'est un affluent  de la Nowitna elle-même affluent du Yukon.

## Description
Longue de 100 milles (161 km), elle coule en direction de la rivière Nowitna à 6 milles (10 km) des monts Monzonite et à 32 milles (51 km) au sud-est de Ruby.
Son nom lui a été donné par les prospecteurs en 1908.

## Sources
- (en) « Sulatna », Geographic Names Information System